# Nonnula brunnea
La monjilla canela (Nonnula brunnea), también denominada monjita parda y macurú rojizo, es una especie de ave piciforme en la familia Bucconidae que vive en Sudamérica.

## Distribución y hábitat
Se encuentra en Colombia, Ecuador y Perú, distribuido en una franja continua en la vertiente oriental de los Andes y en las cabeceras de la cuenca del Amazonas.
Su hábitat natural son las selvas tropicales de tierras bajas.